# Edgar Fahs Smith
Pour les articles homonymes, voir Edgar Smith et Smith.
Edgar Fahs Smith (23 mai 1854 – 3 mai 1928) est un scientifique américain, principalement connu pour ses travaux sur l'histoire de la chimie.

## Biographie

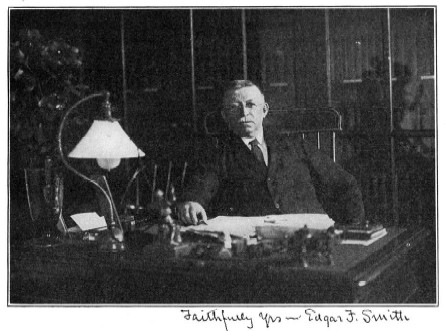
Portrait et signature de Edgar Fahs Smith

Edgar Fahs Smith réalise une importante collection de photographies, d'ouvrages et d'articles concernant la chimie qui compose le noyau de la Edgar Fahs Smith Memorial Collection de la bibliothèque de l'Université de Pennsylvanie. Il s'est vu décerner la Médaille Priestley par l'American Chemical Society en 1926. Il est par ailleurs l'auteur d'un ouvrage sur le chimiste britannique Joseph Priestley, intitulé Priestley in America 1794-1804, publié en 1920.

## Œuvres
- Elements of chemistry, in lecture form (1908)
- Electro-chemical analysis (1911)
- Chemistry in America (1914)
- The Life of Robert Hare (1917)
- James Woodhouse (1918)
- Priestley in America (1920)
- Old chemistries (1928)